# Titleist
Titleist är ett företag och ett varumärke som ägs av Acushnet Company, med högkvarter i Fairhaven, Massachusetts.
Titleist tillverkar alla typer av golfartiklar. Företaget är mest känt för sina golfbollar, men de tillverkar också golfklubbor och accessoarer.
Bollar som tillverkas av Titleist är Pro V1, Pro V1x, AVX, NXT Tour, NXT Tour S, Velocity, och DT TruSoft. 
ProV1-bollen introducerades på PGA-touren i Las Vegas i oktober 2000. Billy Andrade vann då den första tävlingen med den nya bollen. Bollen började säljas till allmänheten december samma år.

## Titleist på TV
TV-serier och filmer där Titleist har synts:
- I produktplacering i filmen Batman Begins, Bruce Wayne visar en man hur man slår en Titleistgolfboll med en Titleistklubba.
- I ett avsnitt i MTV:s animerade tecknade serie, Beavis and Butt-head. Butt-head uttalar namnet på företaget fel , tit-lee-est.
- I Seinfeld-avsnittet "The Marine Biologist", Kramer slår en golfboll ut i havet. Han nämner senare att de var Titleistbollar.
- I Caddyshack använder Chevy Chase en Titleistboll.

## Tourspelare
Ett antal tourspelare har påskrift kontrakt med Titleist att använda deras utrustning, bland andra följande:

- Ian Poulter
- Steve Stricker
- Jason Dufner
- Geoff Ogilvy
- Scott Piercy
- Adam Scott
- Tim Clark
- Ben Crane
- Noah Siman
- Kevin Na
- Jordan Spieth
- Kim Kyung-tae
- Michael Sim
- Jack Heydon
- Søren Hansen
- Bryce Molder
- Jason Bohn
- Bud Cauley
- Bill Haas
- Grégory Bourdy
- Marc Leishman
- Anders Hansen
- Jay Haas
- George Coetzee
- Ben Curtis
- Kenneth Ferrie
- Andrew Dodt
- D. J. Trahan
- Daisuke Maruyama
- Greg Chalmers
- Brendon de Jonge
- Charley Hoffman
- Graham DeLaet
- Jared Little
- José María Olazábal
- Andrew Armstrong
- Webb Simpson
- Rafael Cabrera-Bello
- Thongchai Jaidee

Titleist har också ett antal spelare som endast ställer sig bakom deras golfboll, bland andra följande:

- Ryan Nolan
- David Toms
- Pádraig Harrington
- Sergio Flores Lopez
- Bo Van Pelt
- Louis Oosthuizen
- Robert Karlsson
- Jeff Overton
- Hunter Mahan
- Ángel Cabrera
- Aaron Baddeley
- Mike Weir
- D. A. Points
- Lee Westwood
- Luke Donald
- Rickie Fowler
- Yani Tseng